# Rue du Mail (Angers)
Pour les articles homonymes, voir Rue du Mail.
La rue du Mail est située dans le centre-ville d'Angers, en France.

## Situation et accès
Elle s'étend sur 700 mètres, du nord-ouest au sud-est du quai Gambetta à la jonction des boulevards Résistance-et-de-la-Déportation et Bessonneau. Elle a la particularité d'être en longueur et en forte pente.

## Origine du nom
Le nom de mail désigne à l'origine le maillet à manche flexible utilisé pour pousser une boule de buis, utilisé dans l'ancien jeu de mail, un jeu voisin du croquet. Ce jeu est très en vogue du XVIIe siècle au XIXe siècle, notamment en France. Par extension, cette dénomination s'est appliquée aux allées qui étaient consacrées à ce jeu.
La dénomination de la voie vient de l'ancien jeu de mail situé en amont de la rue (l'actuelle avenue Jeanne-d'Arc, anciennement avenue du mail) établi en 1616, l'usage est abandonné avant 1651.

## Historique
La rue par regroupement des rues Haute-du-Mail, Basse-du-Mail et Mail prolongée est débaptisée rue Napoléon du 8 mai 1806 au 24 août 1853.
La rue reprend de façon officiel ce nom, sur proposition présentée le 28 mars 1881, adoptée le 8 avril 1881.

## Bâtiments remarquables et lieux de mémoire
La rue du Mail comporte diverses infrastructures et commerces : on y trouve, de l'est à l'ouest, l'hôtel de Ville d'Angers (une des entrées), l'hôtel d'Angers Loire Métropole, de nombreux commerces, une antenne des restos du cœur, des agences d'intérim , etc.